# François Douaren
François Le Douaren ou François Douaren (en latin : Franciscus Duarenus), né en 1509 à Moncontour et mort en 1559 à Bourges, est un juriste et professeur de droit français, qui exerça à l'université de Paris où il eut au nombre de ses élèves les trois fils de Guillaume Budé, puis à celle de Bourges.
Selon de Thou, il était le plus savant homme de son temps en droit civil. 
Disciple d'Andrea Alciato, avec ses compatriotes Jacques Cujas, François Hotman et Hugues Doneau, Douaren était l'un des principaux représentants de l'école humaniste de droit romain (voir humanisme juridique) sur le continent européen.
Ces professeurs de droits appliquaient les méthodes philologiques des humanistes italiens aux textes juridiques. Leur objectif était notamment de parvenir à une compréhension plus précise des textes du Corpus juris civilis.

## Biographie
François Le Douaren est le fils de Jehan Le Douarain, sieur de la Ville-Moysan, sénéchal de Moncontour, et d'Hélène de La Roche, dame de la Touche-Trébry.

## Œuvres

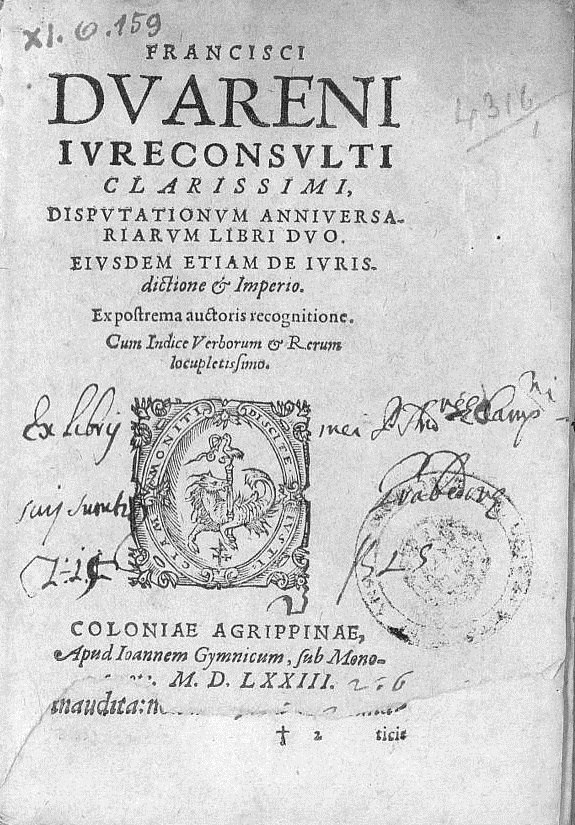
Disputationes anniversariae, 1573

- De sacris ecclesiae ministeriis (latin), Paris, ex typis Matthieu David, 1551
- (la) Disputationes anniversariae, Köln, Johann Gymnich, 1573 (lire en ligne)

## Sources
- Guy Jouve, Moncontour de Bretagne, Saint-Brieuc, 1990.